# Контрогвера
Контрогвера (итал. Controguerra) је насеље у Италији у округу Терамо, региону Абруцо.
Према процени из 2011. у насељу је живело 1063 становника. Насеље се налази на надморској висини од 253 м.

## Становништво
| 1931. | 1936. | 1951. | 1961. | 1971. | 1981. | 1991. | 2001. | 2011. |
| ----- | ----- | ----- | ----- | ----- | ----- | ----- | ----- | ----- |
| 3.718 | 3.882 | 3.946 | 3.455 | 2.971 | 2.638 | 2.494 | 2.480 | 2.422 |